# Vancouver FC
Il Vancouver FC è una società calcistica canadese con sede a Langley (Columbia Britannica).

## Storia
Il 10 novembre 2021, la Canadian Premier League ha annunciato di aver assegnato un club di espansione a Vancouver a SixFive Sports and Entertainment LP. Ulteriori dettagli sono stati comunicati il 13 aprile 2022, quando la CPL e SixFive hanno annunciato che il nuovo club avrebbe giocato a Langley, nella Columbia Britannica, presso il Willoughby Community Park, adiacente al Langley Events Centre.
Il 2 novembre 2022, il club ha tenuto il suo evento di lancio ufficiale, annunciando il nome, svelando il branding e presentando Afshin Ghotbi come primo allenatore del club. La CPL ha annunciato che il club avrebbe iniziato a partecipare alla stagione 2023.[5] Durante il suo mandato, Ghotbi è stato riconosciuto per la sua visione chiara, per l’istituzione di solide fondamenta strutturali e per l’impegno nel creare una presenza significativa nella comunità e nel calcio canadese.
Nel marzo 2023, Eugene Martínez è stato convocato nella nazionale del Belize per le partite della CONCACAF Nations League B 2022–23 contro Guatemala e Repubblica Dominicana. In questo modo è diventato il primo giocatore del Vancouver FC convocato per la nazionale mentre era membro del club.
Il Vancouver FC ha disputato la sua prima partita di campionato il 15 aprile 2023 in trasferta contro i rivali provinciali del Pacific FC. La partita si è conclusa con una vittoria per 1-0 del Pacific, con Manny Aparicio diventato il primo marcatore nella storia contro Vancouver.[8] Nella seconda giornata, Vancouver ha battuto lo York United FC 2-1 per ottenere la prima vittoria del club. Shaan Hundal ha segnato il primo gol nella storia del club, mentre Gael Sandoval ha realizzato il gol decisivo.[9][10]
Il club ha affrontato il Cavalry FC nella sua prima partita casalinga presso il nuovo stadio del Willoughby Community Park davanti a un pubblico sold-out di oltre 6.500 tifosi il 7 maggio 2023. Nonostante abbia giocato in inferiorità numerica per oltre un’ora dopo l’espulsione di Rocco Romeo, il club ha ottenuto un pareggio per 1-1. Shaan Hundal, primo marcatore nella storia del Vancouver FC, ha segnato il gol del pareggio, che è stato anche il primo gol casalingo nella storia del club.
Nel 2025, Afshin Ghotbi ha guidato il Vancouver FC fino alla prima semifinale del Canadian Championship della storia del club, competendo insieme a Vancouver Whitecaps, Forge FC e Atlético Ottawa. Durante il suo mandato, diversi giocatori hanno ricevuto convocazioni in nazionale, tra cui TJ Tahid (Canada U17 & Ghana U20), James Cameron (Canada U20), Kevin Podgorni (Canada U17), Gabi Bitar (Libano), Mikael Cantave (Haiti) e Grady McDonnell (Ireland U17). La squadra del 2025 includeva anche giocatori seguiti da club europei, riflettendo l’occhio di Ghotbi per i talenti e il focus sullo sviluppo dei giocatori. Nonostante le difficoltà nella classifica di campionato, il suo mandato è stato ricordato per visione, solide fondamenta strutturali e impegno nel costruire una presenza significativa nella comunità e nel calcio canadese. Ghotbi lasciato il club nel 2025 di comune accordo con la dirigenza. «La leadership, la visione e la professionalità di Afshin sono state fondamentali per far partire il club. Lascia un’eredità di impegno ed eccellenza, e lo ringraziamo per aver contribuito a costruire il DNA del Vancouver FC», ha dichiarato il presidente del Vancouver FC, Rob Friend.
Il 23 luglio 2025, il club e Ghotbi hanno concordato di comune accordo la separazione, e Martin Nash è stato selezionato come allenatore ad interim.

## Statistiche e record

### Partecipazioni ai campionati nazionali
| Livello | Competizione | Partecipazioni | Debutto | Ultima stagione | Totale |
| 1º      | CPL          | 1              | 2023    | 2023            | 1      |

### Partecipazioni alle coppe nazionali
| Competizione          | Partecipazioni | Debutto | Ultima stagione |
| Canadian Championship | 1              | 2023    | 2023            |